# Clarice E. Phelps
Pour les articles homonymes, voir Phelps.
Clarice E. Phelps née Salone est une chimiste nucléaire américaine du Laboratoire national d'Oak Ridge (ORNL), qui a participé au programme nucléaire de la marine de guerre américaine. Elle fait partie de l’équipe qui a découvert l’élément 117, le tennesse. Elle travaille comme gestionnaire de projet pour l'utilisation industrielle des isotopes et comme chercheuse dans le domaine des éléments radioactifs transuraniens tels que le plutonium 238 et le californium 252.

## Éducation
Clarice E. Phelps a obtenu un diplôme de licence en sciences en chimie au Tennessee State University. Elle participe aussi au Tennessee Aquatic Project and Development Group, une organisation non gouvernementale pour le développement de la jeunesse,.

## Carrière

### Marine des Etats-Unis
Clarice Phelps travaille au Programme nucléaire de la Marine de guerre des États-Unis qui gère et entretient les réacteurs nucléaires des navires et des porte-avions. Elle passe quatre ans et demi sur le porte-avion USS Ronald Reagan. Durant son service, elle étudie l'énergie nucléaire, la théorie des réacteurs et la thermodynamique.

### Laboratoire national d'Oak Ridge
En 2009, Phelps rejoint le Laboratoire national d'Oak Ridge, où elle est chargée de projet à la direction de la science et du génie nucléaire pour le programme industriel des isotopes sur le nickel-63 et le sélenium-75. En sus de ses fonctions de chargée de projet, elle est membre de l'équipe de recherche et de développement du groupe de traitement des matériaux nucléaires d'Oak Ridge, où elle travaille avec des isotopes transuraniens dits «super lourds» qui sont produits par transmutation nucléaire. Elle est également membre du groupe « recherche et industrie médicale», où elle mène des recherches sur des éléments comme l'actinium, le lanthane, l'europium, et le samarium,.
En 2011, Clarice Phelps ainsi que Rose Boll et Shelley Van Cleve purifient des échantillons de berkélium 249, un élément radioactif extrêmement difficile à obtenir. À partir de 27 milligrammes de cet élément, elles éliminent de l'échantillon, par des manipulations à l'intérieur de boîtes à gants étanches aux radiations, toute trace d'impuretés susceptibles de gêner la réaction de fabrication du tennesse. Elles perdent moins d'un milligramme de matériel au cours du processus.
Le berkelium 249 ultra-pur est alors envoyé à l'Institut commun de recherche nucléaire de Russie pour le bombarder d'ions calcium et créer le nouvel élément chimique. Cette expérience - une répétition de celle menée deux ans plus tôt - fournit aux scientifiques les données nécessaires pour confirmer l’existence du tennesse.